# 達城公園站
達城公園站（：／ Dalseong-gongwon yeok */?）是大邱地鐵3號線沿線的一座高架車站，位於韓國大邱廣域市中區壽昌洞。

## 車站結構
站體為2面2線側式月台的高架車站，候車月台設有半高式月台門，並有4處出口。
站體外部以升降機與月台直接連結。

### 月台配置
| 北區廳 ↑   |
| \| 上      |
| ↓ 西門市場 |

| 月台 | 路線               | 目的地                             |
| ---- | ------------------ | ---------------------------------- |
| 上行 | ●大邱都市鐵道3號線 | 北區廳、八達市場、漆谷慶大醫院方向 |
| 下行 | ●大邱都市鐵道3號線 | 西門市場、兒童會館、龍池方向       |

## 歷史
- 2015年4月23日：開通使用。

## 車站周邊
- 達城洞郵局
- 大邱中部警察署西門地區分隊
- 城内3洞居民中心
- 中區衛生所
- 大韓紅十字會大邱慶北紅十字血液院
- KT&G大邱分店
- 大邱機車商街
- 大邱藝術發電所
- 達城公園
- 壽昌青春住宅（朝鲜语：수창청춘맨숀）
- 大邱壽昌初等學校

## 圖片

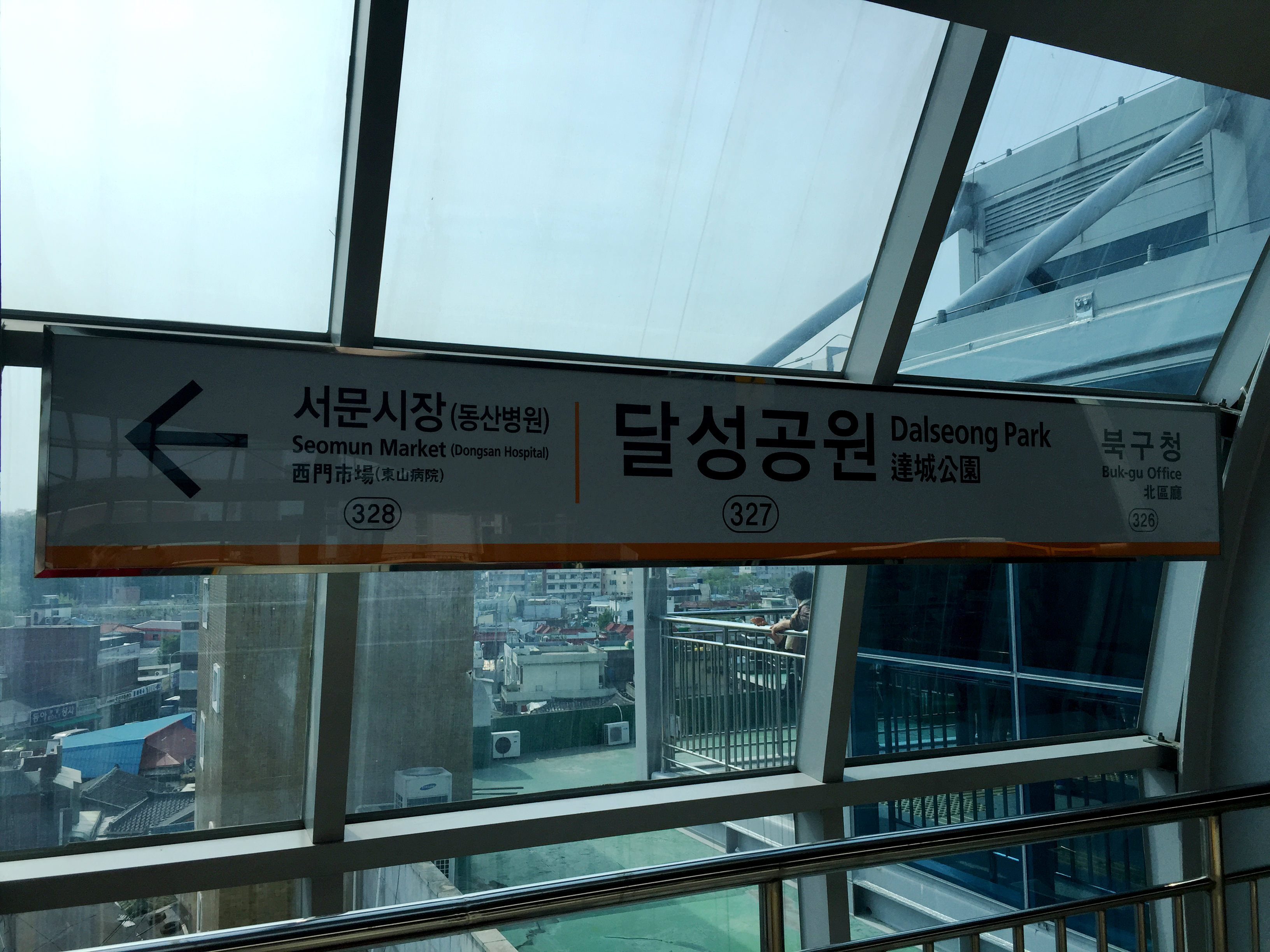
站名牌
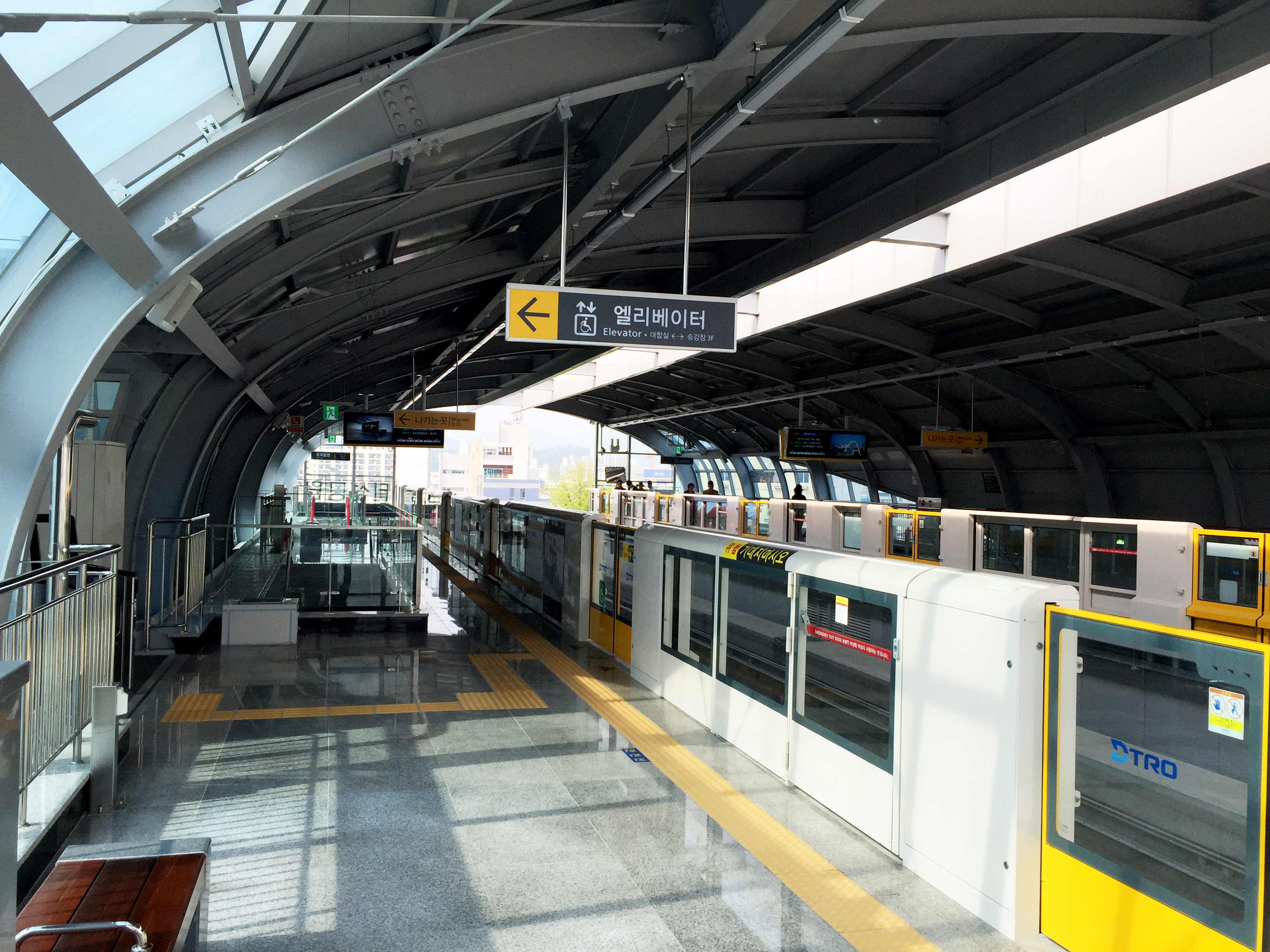
候車月台
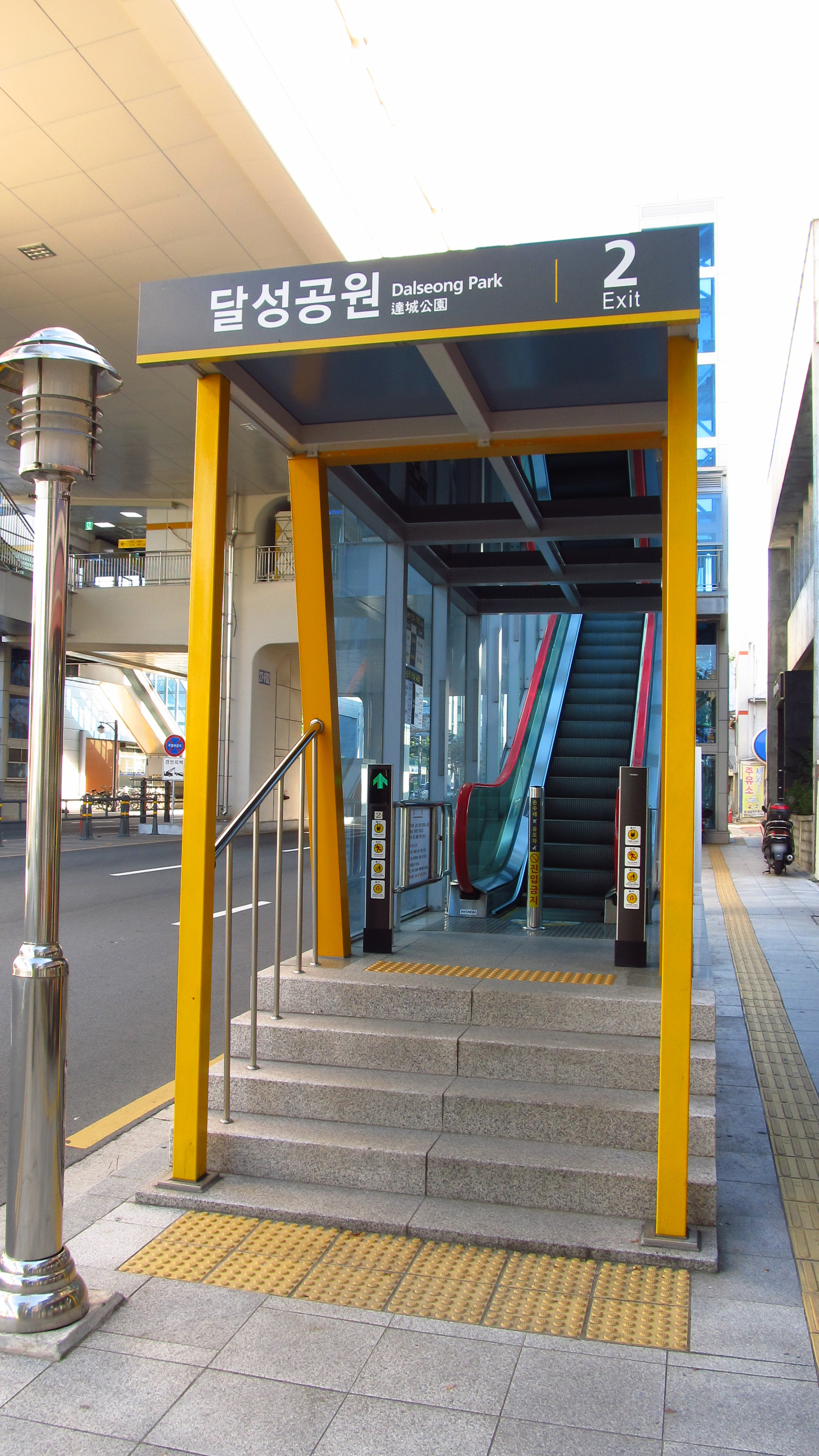
2號出口
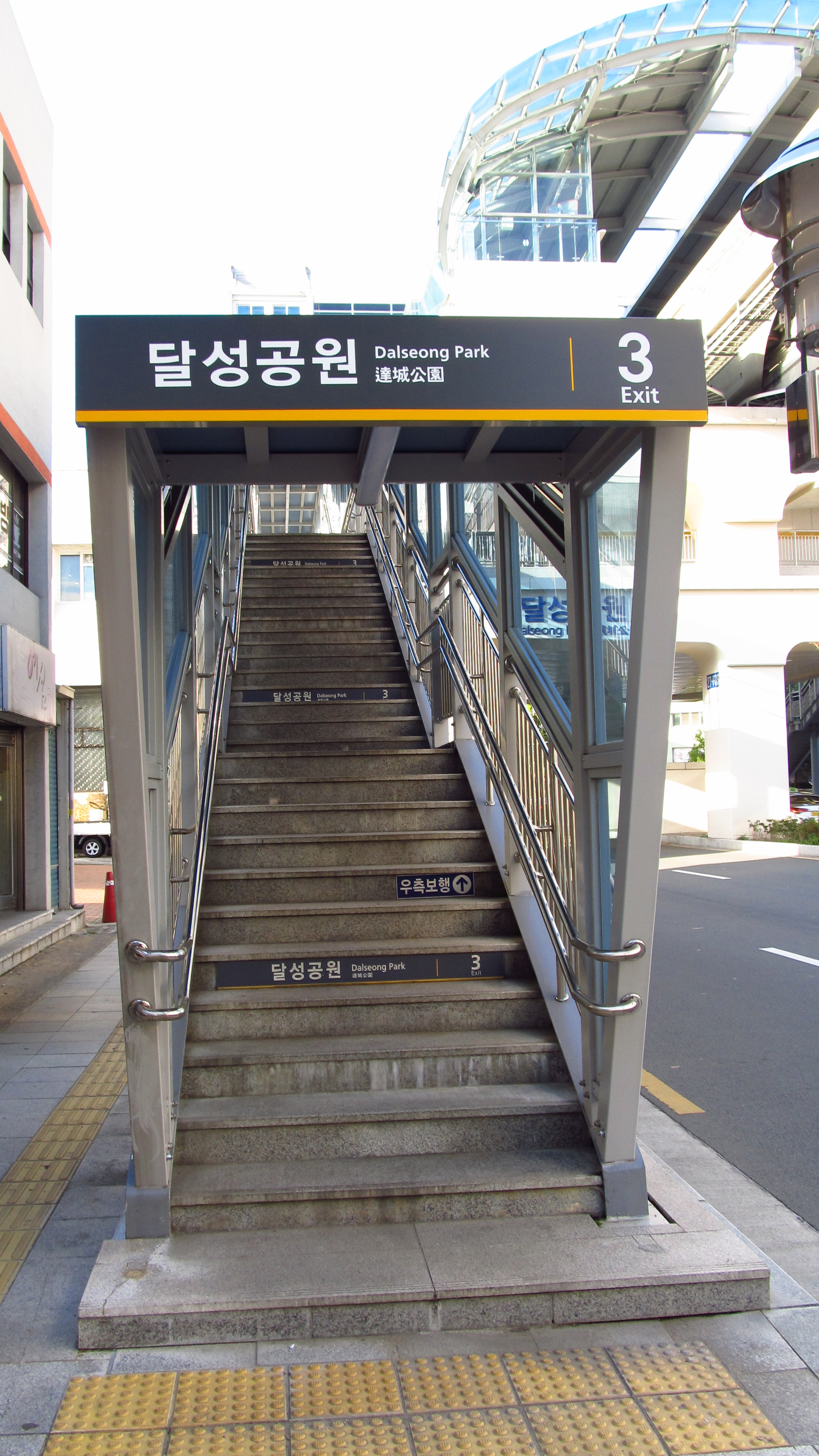
3號出口
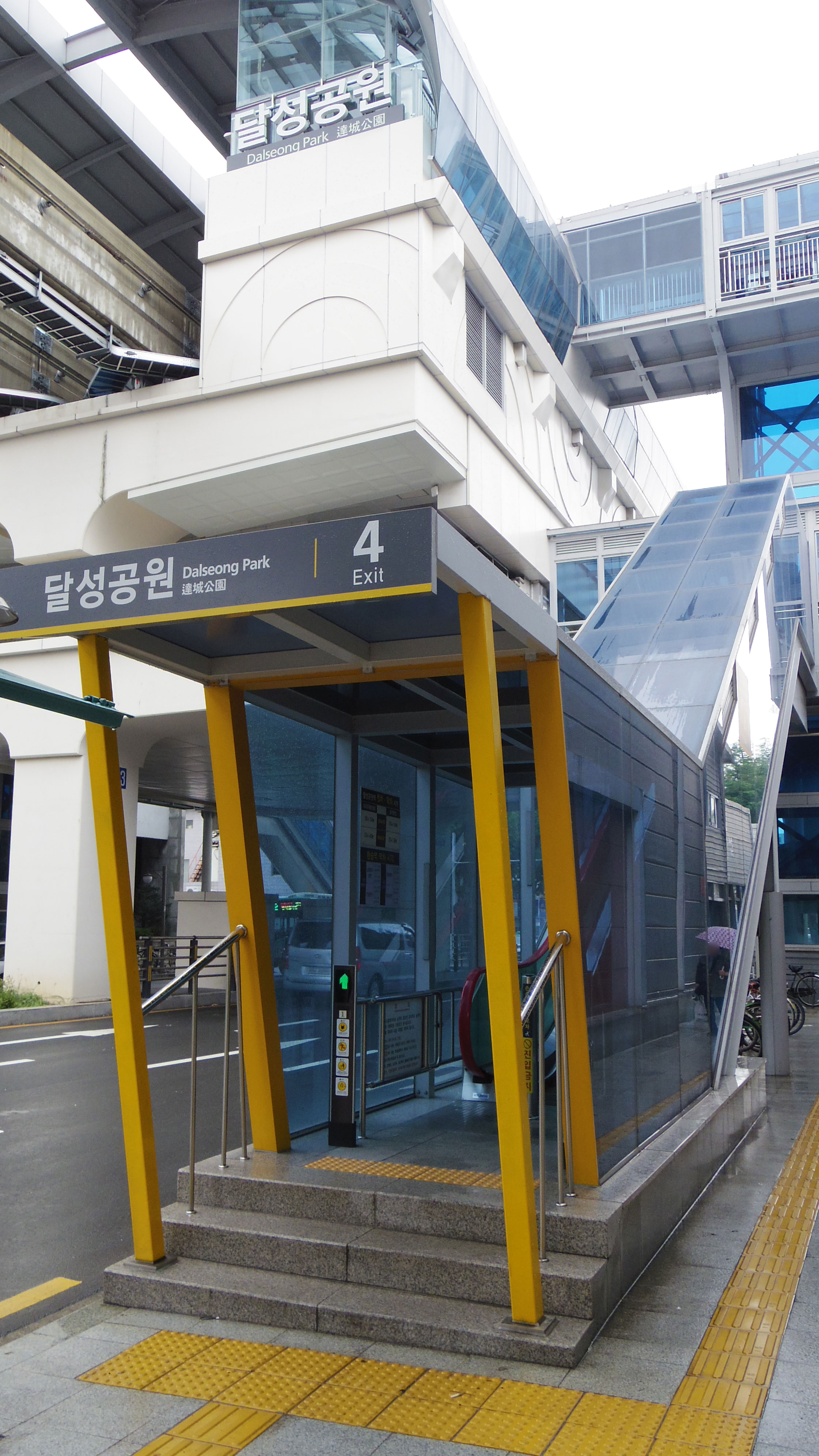
4號出口

## 相鄰車站
大邱都市鐵道公社
●大邱都市鐵道3號線
北區廳（326）－達城公園（327）－西門市場（328）